# Goleszów (województwo śląskie)
Goleszów (cz. Holešov ve Slezsku, niem. Golleschau) – wieś w Polsce, położona w województwie śląskim, w powiecie cieszyńskim, w gminie Goleszów. Wieś leży w historycznych granicach regionu Śląska Cieszyńskiego. Powierzchnia miejscowości wynosi 1211 ha, a liczba ludności 4045, co daje gęstość zaludnienia równą 334 os./km².

## Położenie
Goleszów leży na Pogórzu Śląskim. Jego zabudowania skupiają się w znacznej części wokół grzbietu głównego wododziału Polski, biegnącego tu od Wielkiej Czantorii przez Małą Czantorię, Tuł, Zagoj i Machową na Jasieniową, a dalej na Chełm. Centrum miejscowości ze zwartą zabudową leży wprost na grzbiecie wododziału, pomiędzy wzniesieniami Jasieniowej na południu i Chełmu na północy. Wschodnia część miejscowości poprzez Radoń i Bładnicę należy więc do dorzecza Wisły, zaś część zachodnia – przez Puńcówkę i Olzę – do dorzecza Odry.

## Podział administracyjny
| SIMC    | Nazwa          | Rodzaj    |
| ------- | -------------- | --------- |
| 0052333 | Goleszów Dolny | część wsi |
| 0052340 | Goleszów Górny | część wsi |
| 0052356 | Goruszka       | część wsi |
| 0052362 | Kamieniec      | część wsi |
| 0052379 | Łopaty         | część wsi |
| 0052385 | Równia         | część wsi |
| 0052391 | Szeroka        | część wsi |
| 0052400 | Wapienna       | część wsi |
| 0052416 | Żydów          | część wsi |

Miejscowość składa się z 3 sołectw:
- Goleszów Dolny – 1520 mieszkańców (31 grudnia 2004)[1]
- Goleszów Górny – 1637 mieszkańców (31 grudnia 2004)[1]
- Goleszów Równia – 886 mieszkańców (31 grudnia 2004)[1]

## Historia
Goleszów to jedna z najstarszych miejscowości na Śląsku Cieszyńskim. Miejscowość została po raz pierwszy wzmiankowana w dokumencie protekcyjnym biskupa wrocławskiego Wawrzyńca z dnia 25 maja 1223 roku wydanym na prośbę księcia opolsko-raciborskiego Kazimierza dla klasztoru premonstrantek w Rybniku, w którym to wymieniono około 30 miejscowości mających im płacić dziesięcinę. Pośród 14 miejscowości kasztelanii cieszyńskiej wymieniony jest również Goleszów jako Goles(u)ou(v)o.
Wieś politycznie znajdowała się początkowo w granicach piastowskiego (polskiego) księstwa opolsko-raciborskiego. W 1290 w wyniku trwającego od śmierci księcia Władysława opolskiego w 1281/1282 rozdrobnienia feudalnego tegoż księstwa powstało nowe Księstwo Cieszyńskie, w granicach którego znalazł się również Goleszów. Od 1327 księstwo cieszyńskie stanowiło lenno Królestwa Czech, a od 1526 roku w wyniku objęcia tronu czeskiego przez Habsburgów wraz z regionem aż do 1918 roku w monarchii Habsburgów (potocznie Austrii).
Z 1293 pochodzi najstarsza wzmianka (obecnie zaginiona) o miejscowym kościele. Hipotetycznie mógł być wzniesiony nawet w pierwszej połowie XIII wieku. Miejscowa parafia pw. św. Michała Archanioła w połowie XV wieku liczyła 225 parafian. Do końca średniowiecza Goleszów pozostawał wsią książęcą, a w 1518 funkcjonował tu folwark książęcy.
Około 1580 roku wieś zamieszkiwało 39 osiadłych rolników, poddanych księcia cieszyńskiego. W 1632 Piotr Górecki sprzedał Goleszów swojemu synowi Wacławowi, a ten w 1646 swojemu bratu, Erazmowi.
W 1880 roku w Goleszowie było 1169 mieszkańców i 148 domów. Pierwszego czerwca 1888 roku został otwarty szlak kolejowy austro-węgierskiej Kolei Miast Morawsko-Śląskich poprowadzonej z Bielska do 
 Kojetina. W miejscowości zlokalizowana została stacja kolejowa. Niedaleko cementowni w 1911 roku zlokalizowano dodatkowo przystanek kolejowy. W latach 1885−1989 działała tu cementownia Do momentu jej upadku zatrudniona w niej była większa część mieszkańców miejscowości, którzy - inaczej niż w okolicznych wsiach - żyli z pracy pozarolniczej. W 1970 roku powstał tu oddział Fabryki Urządzeń Elektrycznych „Celma”, który specjalizował się w produkcji elektronarzędzi.
Według austriackiego spisu ludności z 1900 w 224 budynkach w Goleszowie na obszarze 1209 hektarów mieszkało 2097 osób, co dawało gęstość zaludnienia równą 173,4 os./km². Z tego 774 (36,9%) mieszkańców było katolikami, 1271 (60,6%) ewangelikami, 51 (2,4%) wyznawcami judaizmu a 1 innej religii lub wyznania, 1803 (86%) było polsko-, 123 (5,9%) niemiecko-, 33 (1,6%) czeskojęzycznymi a 10 (0,5%) posługiwało się innym językiem. Do 1910 roku liczba budynków wzrosła do 271 a mieszkańców do 2434, z czego 2389 zameldowanych było na stałe, 750 (30,8%) było katolikami, 1622 (66,6%) ewangelikami, 53 (2,2%) żydami, 9 (0,4%) innej religii, 2180 (89,6%) polsko-, 159 (6,5%) niemiecko-, 54 (2,2%) czeskojęzycznymi, a 5 posługiwało się innym językiem.
Po zakończeniu I wojny światowej tereny, na których leży miejscowość - Śląsk Cieszyński stał się punktem sporu pomiędzy Polską i Czechosłowacją. W 1918 roku na bazie Straży Obywatelskiej miejscowi Polacy utworzyli lokalny oddział Milicji Polskiej Śląska Cieszyńskiego, który podlegał organizacyjnie 15 kompanii w Ustroniu.
W 1934 r. na wznoszącej się nad miejscowością górze Chełm powstała pierwsza na polskim Śląsku szkoła szybowcowa.
W okresie II wojny światowej (od lipca 1942 do stycznia 1945 roku) znajdowała się tu filia obozu koncentracyjnego Auschwitz-Birkenau. Więźniowie byli zatrudnieni w miejscowej cementowni oraz w okolicznych kamieniołomach, dostarczających do niej kamienia wapiennego. W styczniu 1945 r. podobóz został ewakuowany tzw. marszem śmierci na stację kolejową do Wodzisławia Śląskiego. Miejscowość została zdobyta 2 V 1945 roku przez oddziały radzieckie.
W latach 1954–1972 wieś należała i była siedzibą władz gromady Goleszów. W latach 1975–1998 miejscowość położona była w województwie bielskim.

## Komunikacja
Przez Goleszów kursują autobusy w kierunku Cieszyna, Ustronia, Wisły, Jaworzynki i Koniakowa.
Przez miejscowość przebiega linia kolejowa 191 Goleszów−Wisła Głębce. We wsi znajduje się stacja Goleszów i przystanek Goleszów Górny.

## Religia
Na terenie Goleszowa działalność religijną prowadzą następujące kościoły i związki wyznaniowe:
- Kościół Ewangelicko-Augsburski (parafia Ewangelicko-Augsburska)
- Kościół Rzymskokatolicki (parafia Świętego Michała Archanioła będąca siedzibą dziekana dekanatu Goleszów)
- Świadkowie Jehowy: zbór i Sala Królestwa[24]
- Chrześcijańska Wspólnota Ewangeliczna (placówka misyjna w Goleszowie)[25]

## Zabytki
Według Narodowego Instytutu Dziedzictwa, w miejscowości znajdują się następujące obiekty zabytkowe:
- kościół ewangelicki z 1877 roku na ulicy Spółdzielczej 9 (nr rej.: 934/68 (R/581/60) z 24.10.1967 oraz A-275/78 z 9.02.1978);
- plebania ewangelicka z XVIII-XIX, nr rej.: 144/60 (R/582/60) z 27.02.1960 oraz A-276/78 z 9.02.1978);
- kościół katolicki św. Michała Archanioła z lat 1913–1921 (poza listą NID);
- plebania przy kościele katolickim, z XVIII w. (nr rej.: 145/60 (R/585/60) z 27.02.1960 oraz A-288/78 z 30.03.1978);
- szkoła parafialna nr 36 z XIX wieku (nr rej.: 935/68 (R/583/60) z 24.10.1967 oraz A-289/78 z 30.03.1978).

## Turystyka
Przez miejscowość przechodzą trasy rowerowe:
- czarna okrężna trasa rowerowa „Śladami Stroju Cieszyńskiego” (40 km)
- czerwona trasa rowerowa nr 24 (Pętla rowerowa Euroregionu Śląsk Cieszyński)
- Międzynarodowy Szlak Rowerowy Greenways Kraków – Morawy – Wiedeń

## Sport
Na terenie Goleszowa znajduje się także niewielki kompleks skoczni narciarskich należących do klubu Olimpia Goleszów.
W Goleszowie urodził się Apoloniusz Tajner, narciarz klasyczny, trener, prezes Polskiego Związku Narciarskiego.

## Galeria

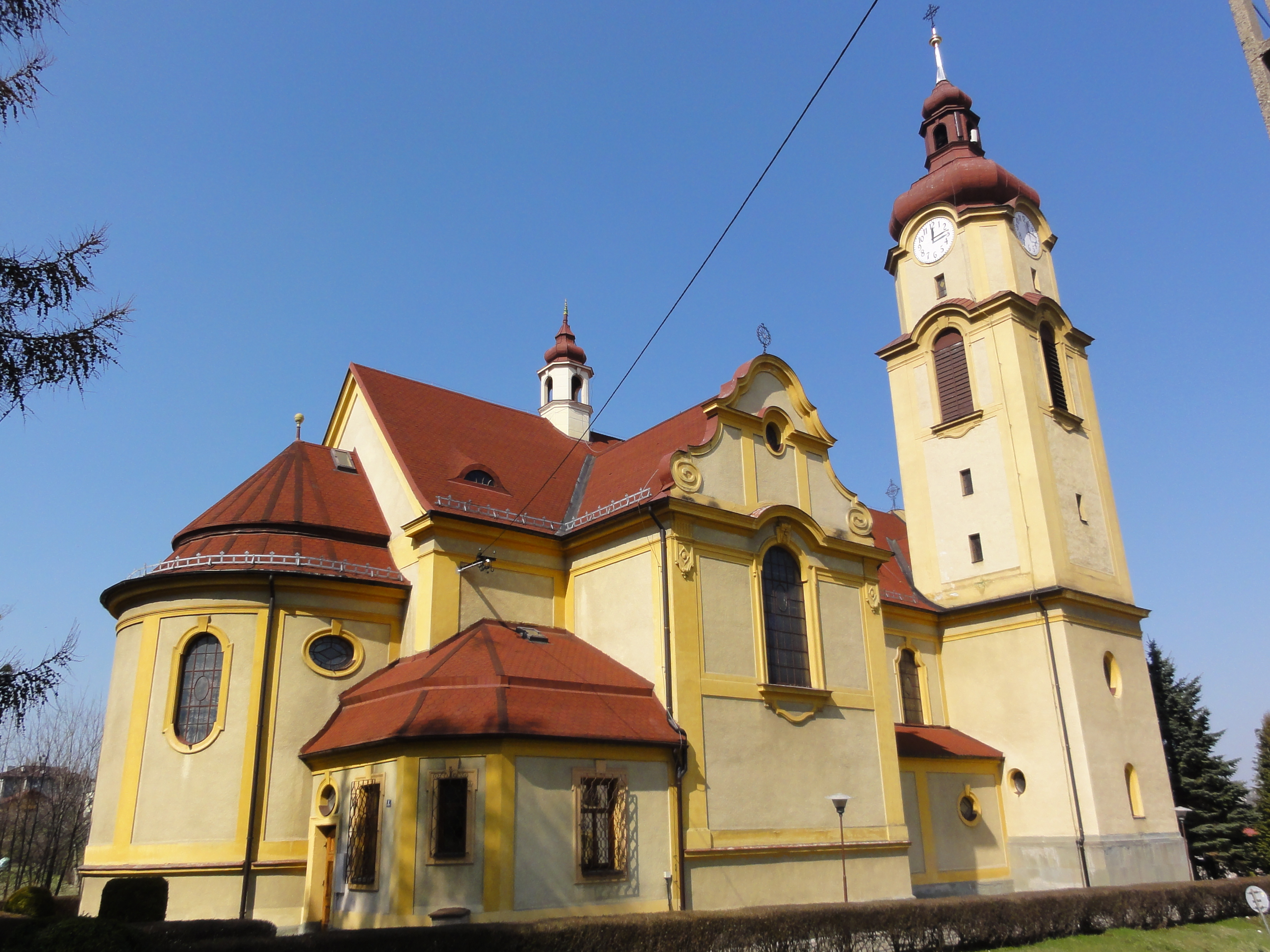
Kościół św. Michała Archanioła
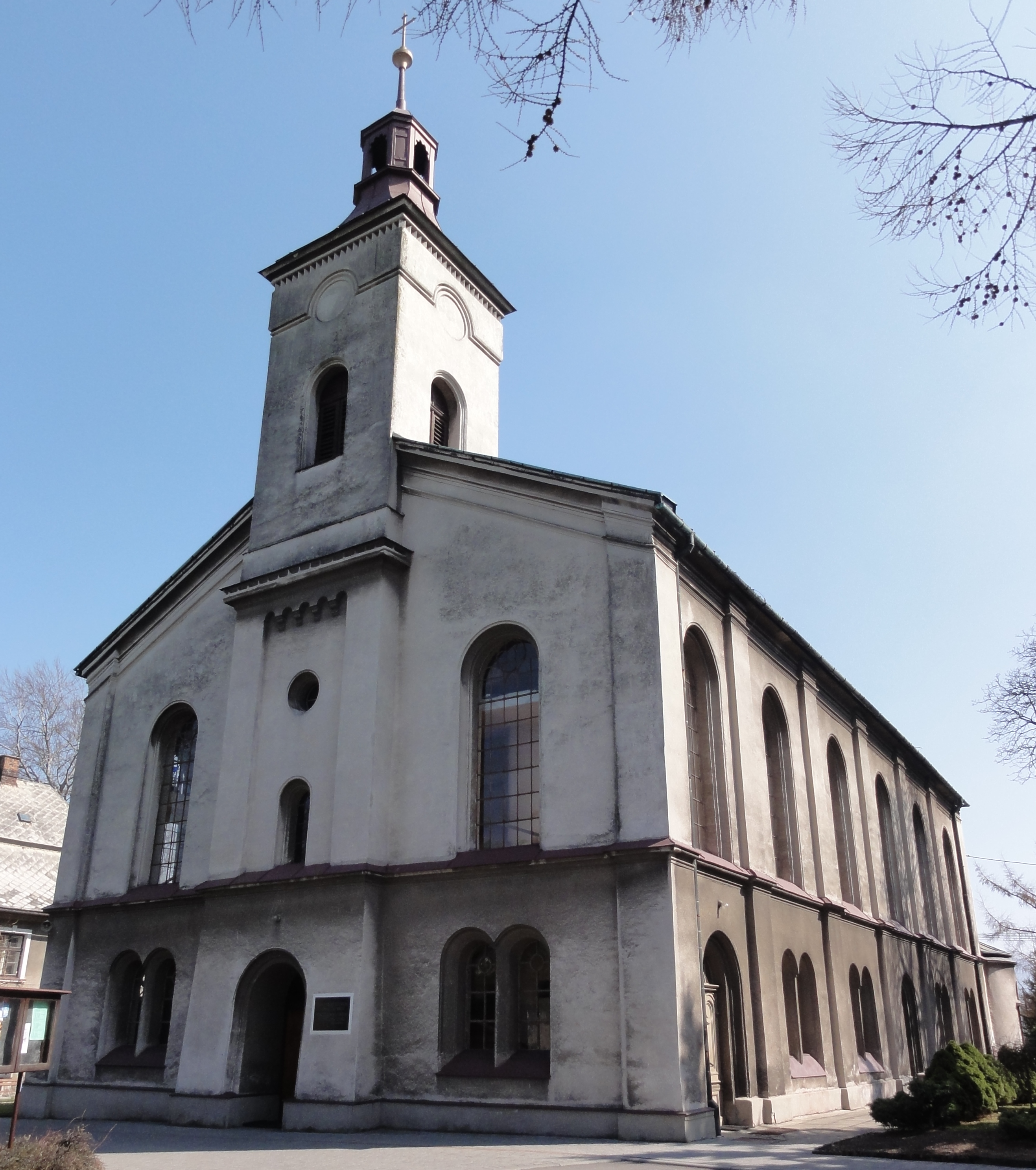
Kościół ewangelicki w Goleszowie
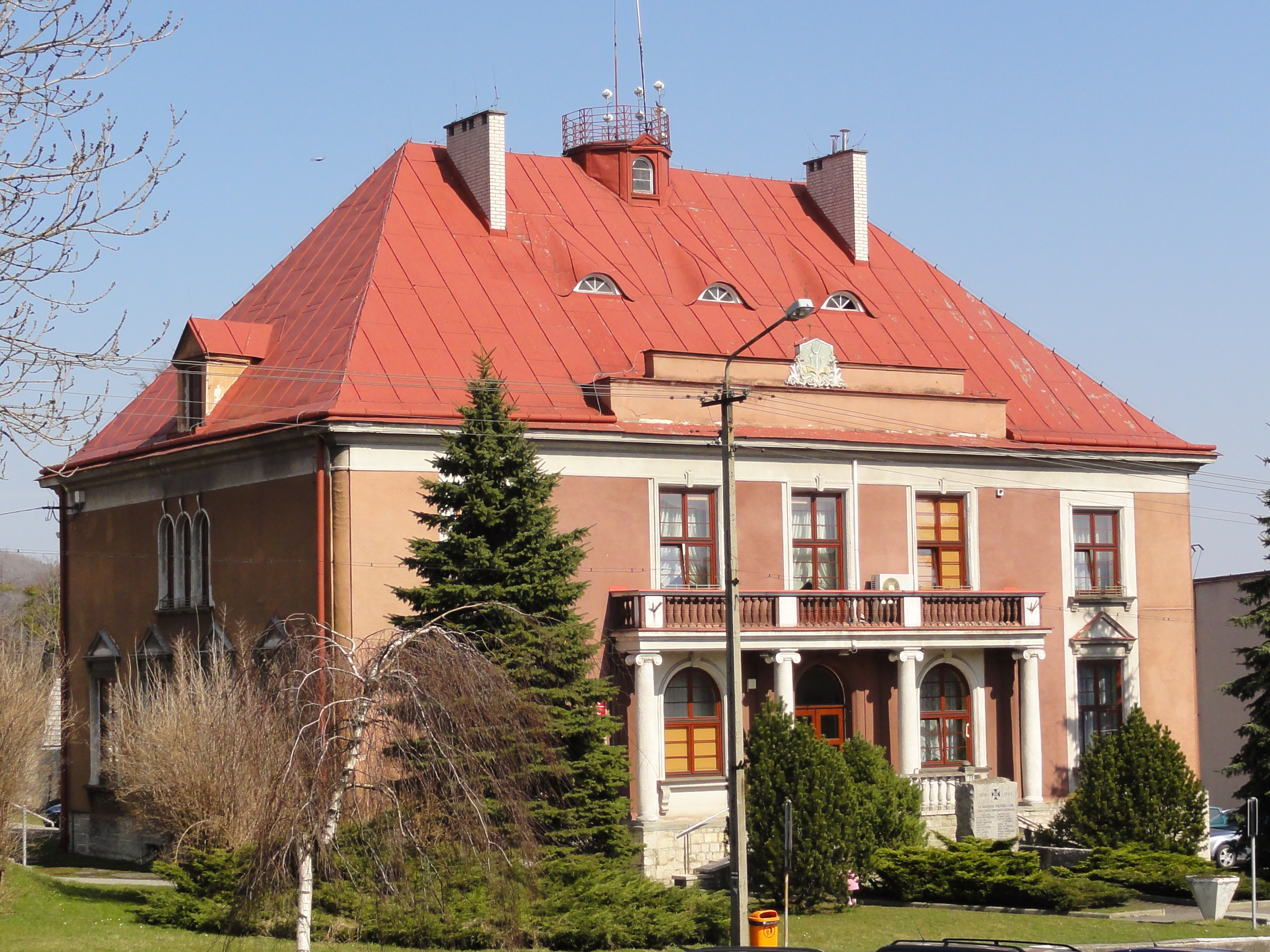
Urząd gminy
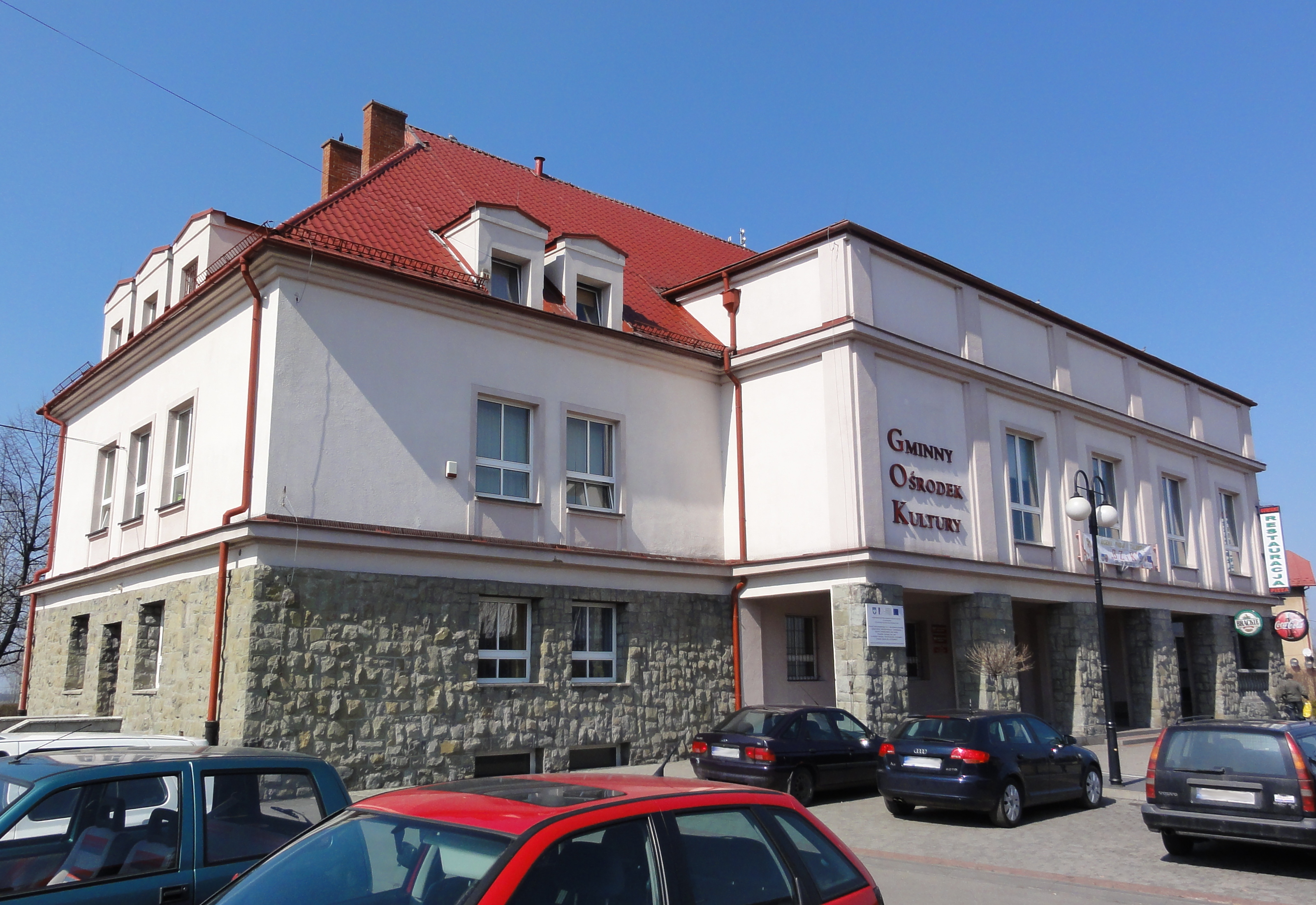
Gminny Ośrodek Kultury
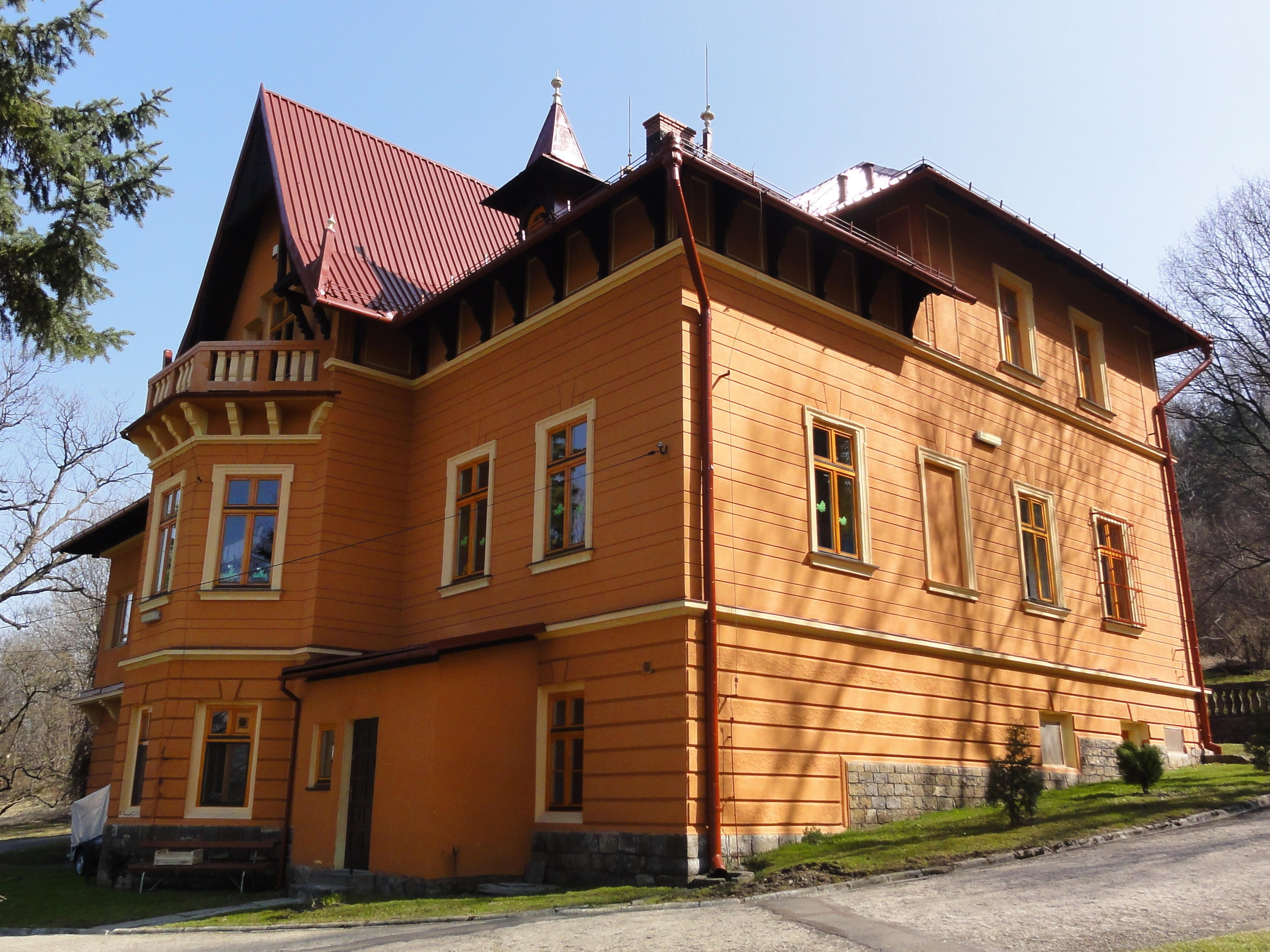
Przedszkole Publiczne
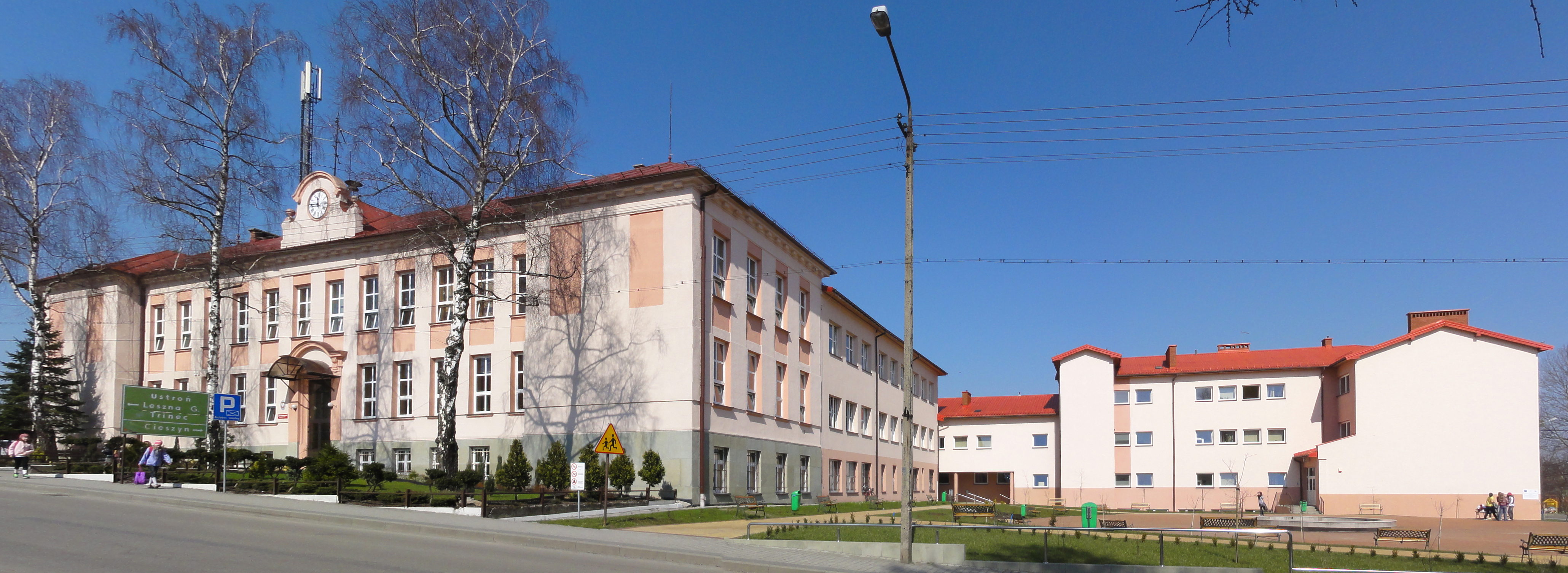
Szkoła Podstawowa i Gimnazjum
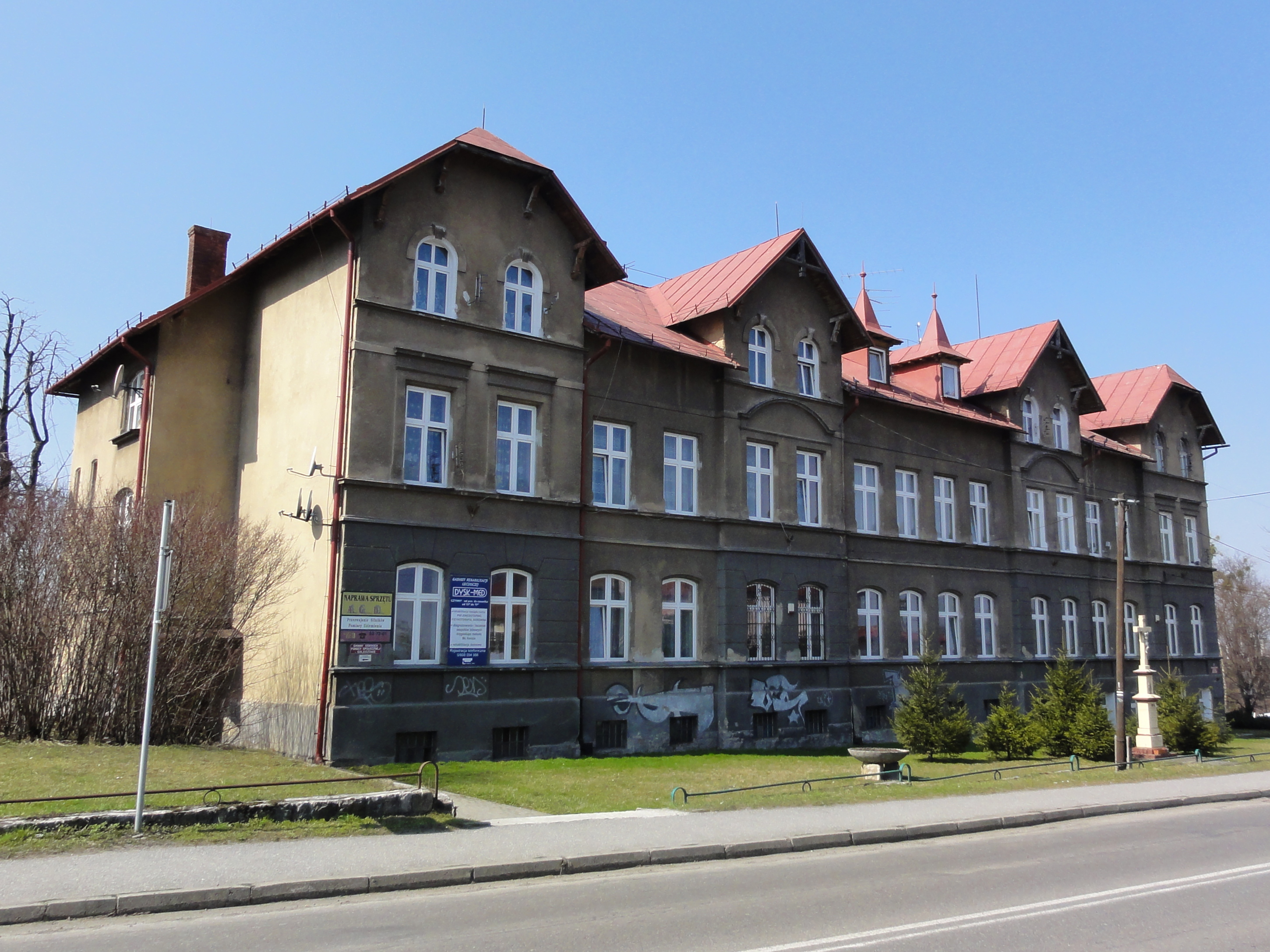
Gminne Centrum Informacji, dawna dyrekcja cementowni
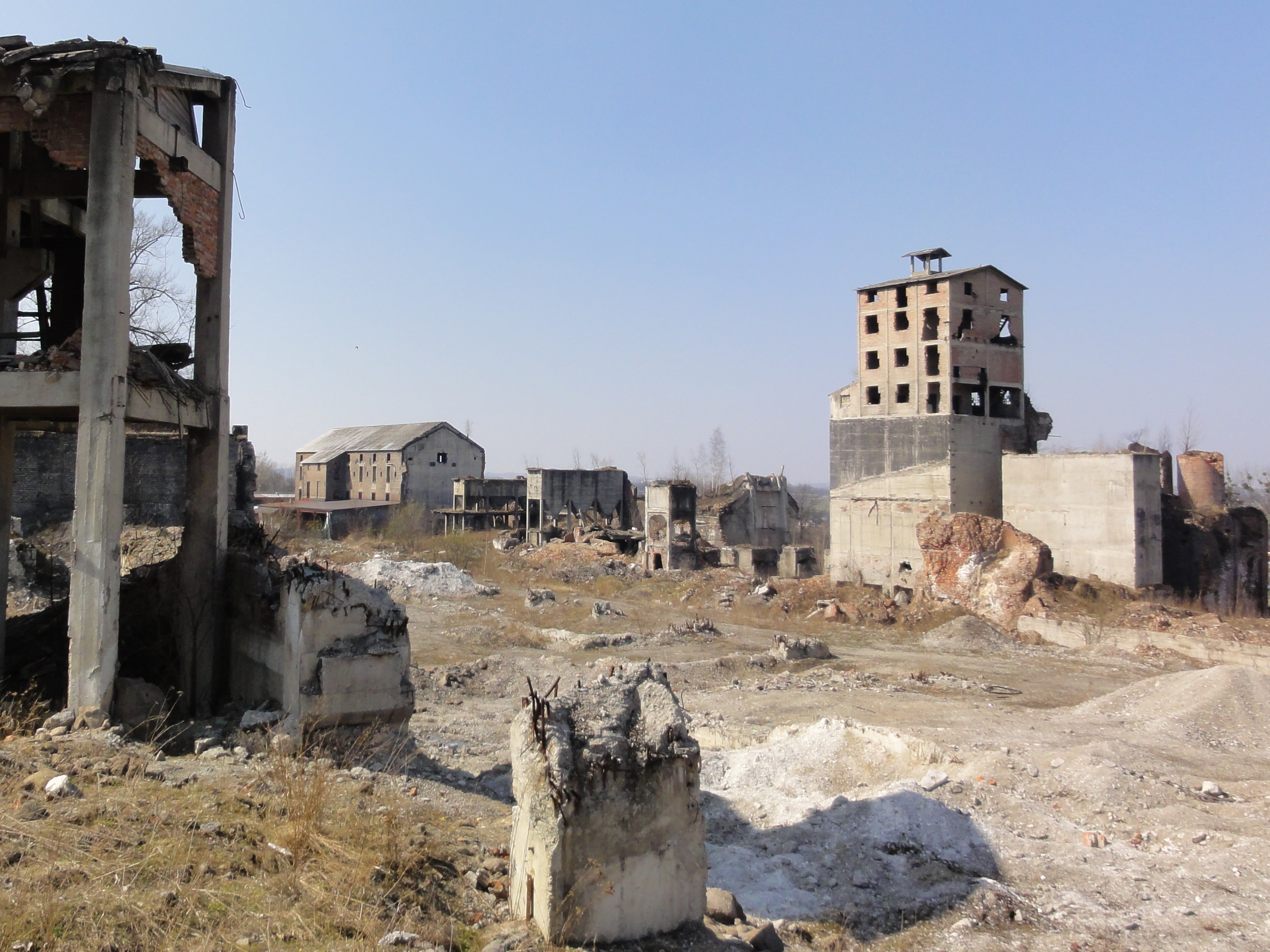
Ruiny cementowni
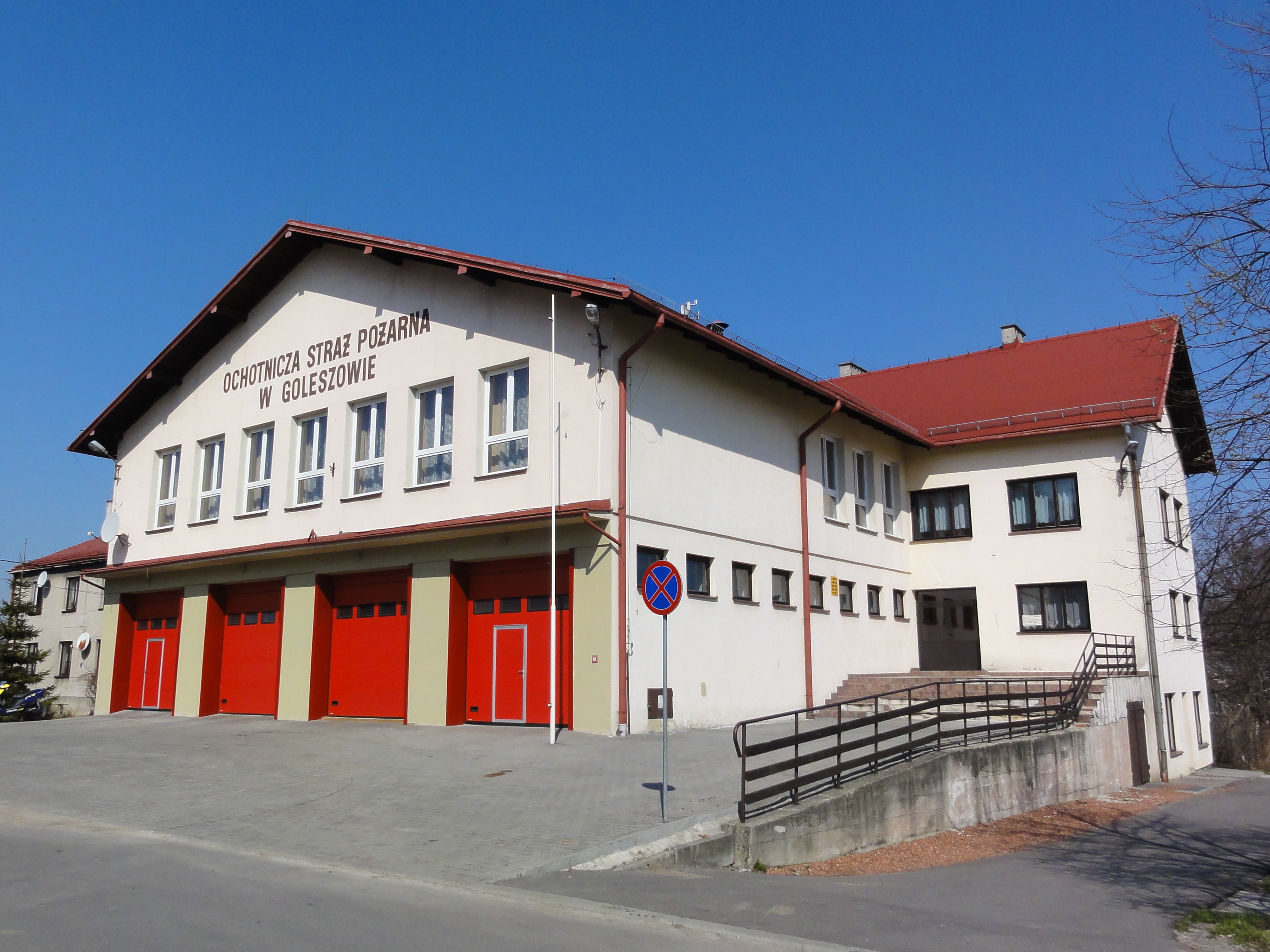
OSP Goleszów
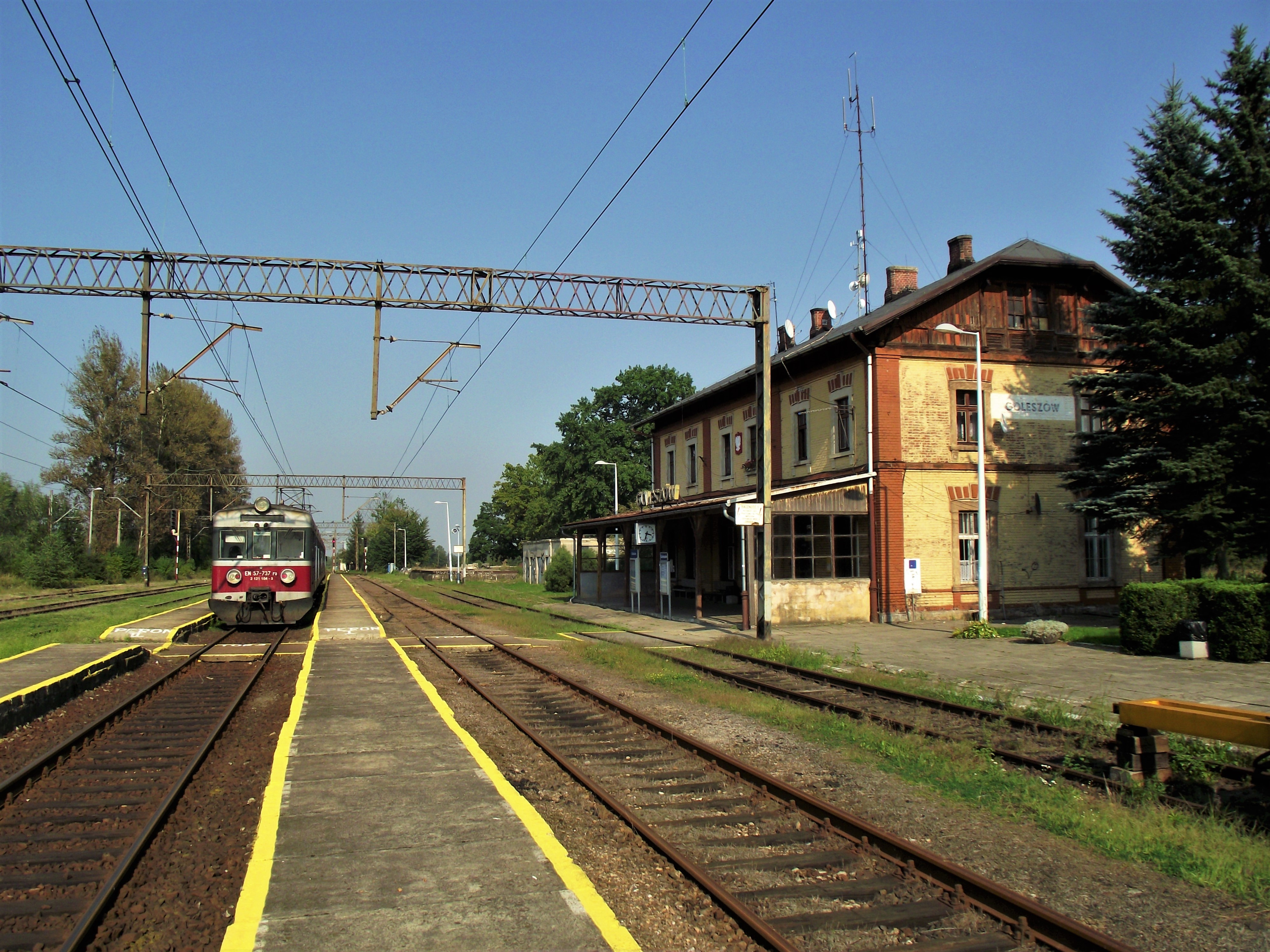
Stacja kolejowa
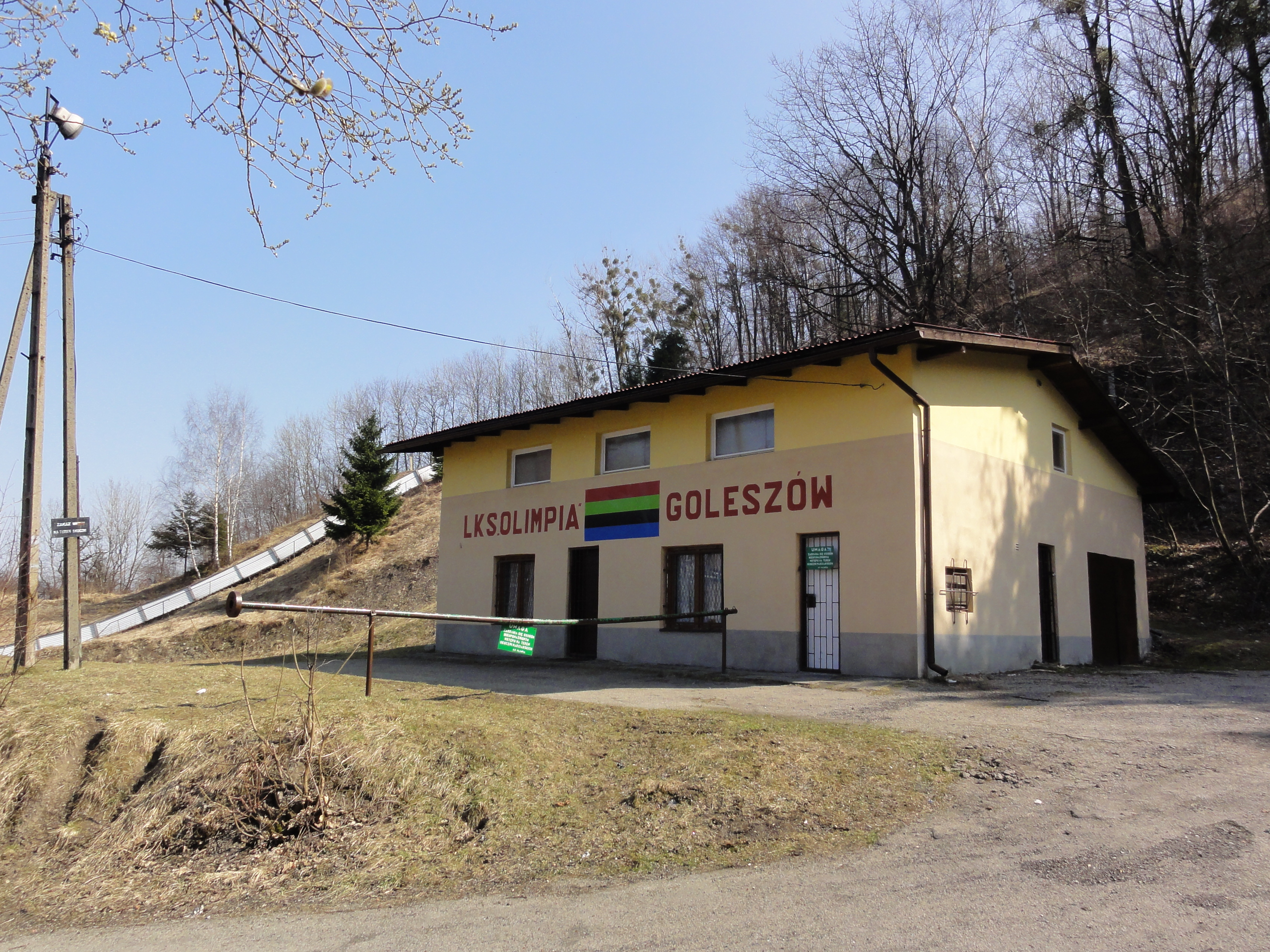
Skocznie narciarskie LKS Olimpii
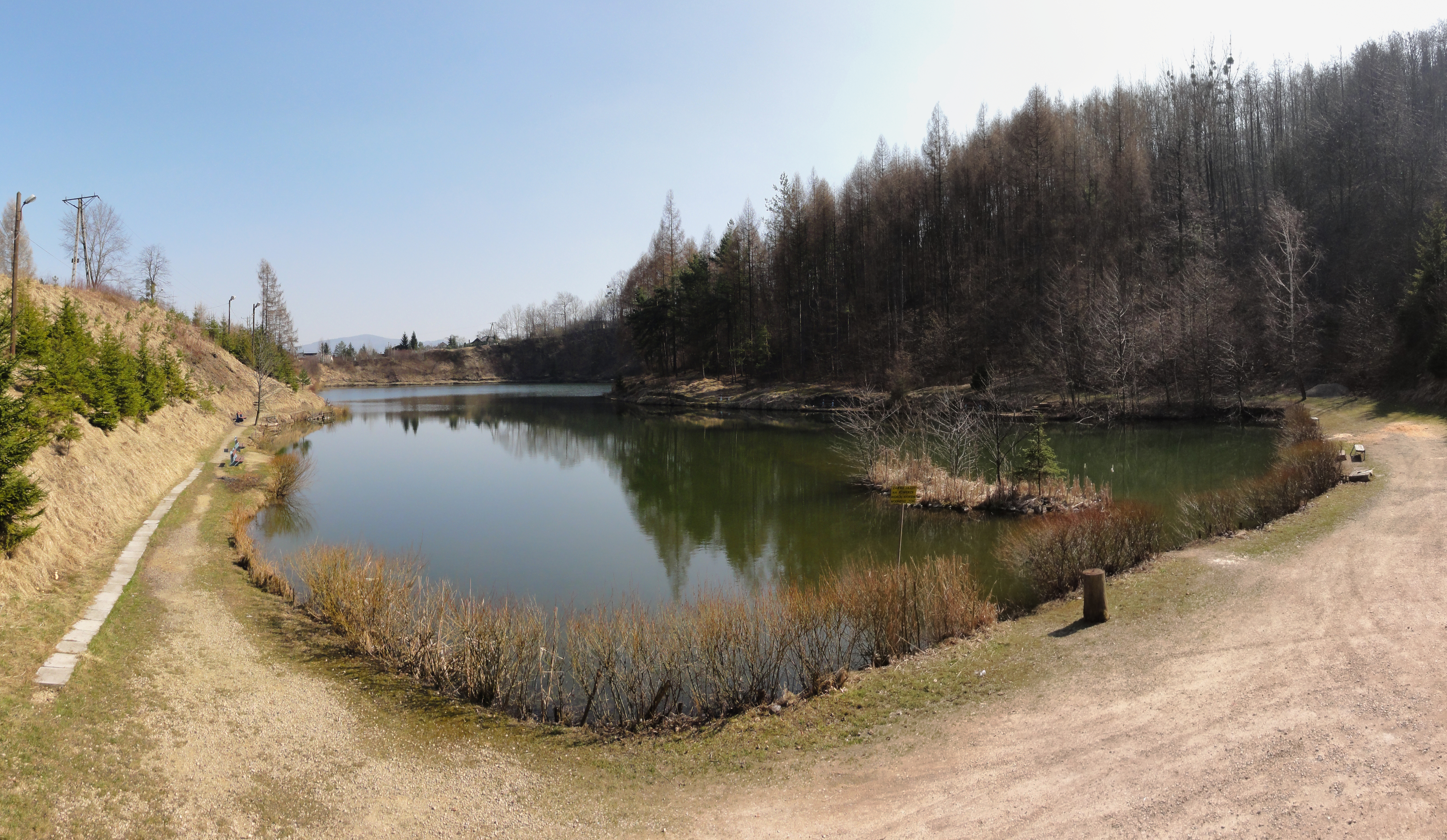
Jezioro Ton